# Xanthorhoe scoriaria
Xanthorhoe scoriaria är en fjärilsart som beskrevs av Turati 1910. Xanthorhoe scoriaria ingår i släktet Xanthorhoe och familjen mätare. Inga underarter finns listade i Catalogue of Life.